# Boundarus trimaculatus
Boundarus trimaculatus är en insektsart som beskrevs av Li och Wang 1998. Boundarus trimaculatus ingår i släktet Boundarus och familjen dvärgstritar. Inga underarter finns listade i Catalogue of Life.